# Bandeira da Ilha Christmas
A bandeira da Ilha Christmas é um símbolo oficial da Ilha Christmas, um território insular da Austrália. Foi adotada em 1986 após ter sido escolhida vencedora de um concurso cujo resultado final foi a nunciado em 14 de abril do mesmo ano, contudo foi oficializada apenas em 26 de janeiro de 2002. Foi desenhada por Tony Couch de Sydney, Austrália. A bandeira tornou-se oficial no Dia da Austrália de 2002 quando o administrador do território, Bill Taylor, apresentou a bandeira ao Conselho da Ilha Christmas.

## Descrição
Seu desenho consiste de um retângulo de proporção largura-comprimento de 1:2 dividido por uma linha diagonal que vai do canto superior esquerdo até o canto inferior direito, dividindo o retângulo em duas partes iguais. A parte inferior esquerda é azul e possui um cruzeiro do sul semelhante ao encontrado na bandeira da Austrália. A parte superior direita é verde e possui a figura, em desenho estilizado, de um rabo-de-palha na cor ouro. No centro da bandeira há um disco na cor ouro sobre o qual há o desenho do mapa da ilha na cor verde.

## Simbolismo
O campo azul representa o mar que rodeia a ilha, enquanto que o campo verde representa a luxuriante vegetação da Ilha. O Cruzeiro do Sul figura no campo azul, representando a ligação da Ilha à Austrália, bem como a sua localização no hemisfério sul. A ave é uma espécie de rabo-de-palha, autóctone da ilha. O disco amarelo representa a história da ilha em relação ao garimpo de fosfato. Finalmente no centro do disco está um mapa da ilha a verde.

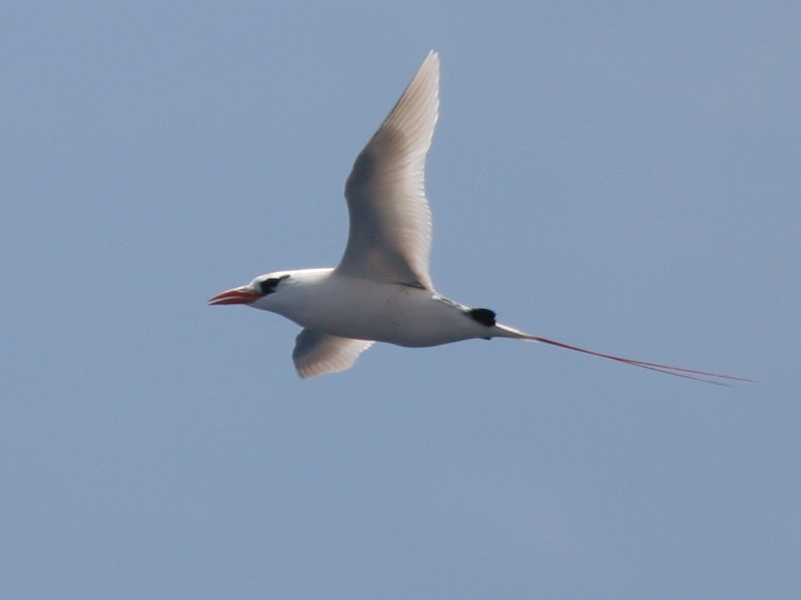
Rabo de palha do Índico durante voo
Mapa da Ilha Christmas
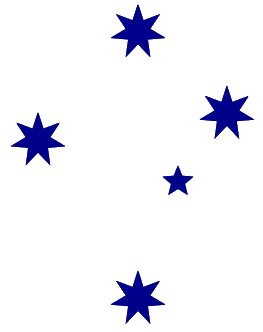
Cruzeiro do sul com estrelas de sete pontas, semelhante a da bandeira australiana